# Anthaxia impressifrons
Anthaxia impressifrons es una especie de escarabajo del género Anthaxia, familia Buprestidae. Fue descrita científicamente por Bílý en 1990.